# 3015 Candy
3015 Candy là một tiểu hành tinh vành đai chính with a periapsis of 2.835 AU. Nó có độ lệch tâm quỹ đạo là 0.143 và chu kỳ quỹ đạo là 2285 ngày (6.26 năm).
Nó được phát hiện ngày 9 tháng 11 năm 1980 bởi E. Bowell ở Lowell Observatory.